# Оборот в минуту

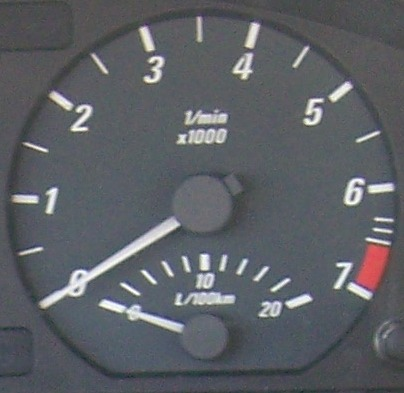
Тахометр автомобиля показывает количество оборотов коленвала двигателя за минуту

Оборо́т в мину́ту (обозначение об/мин, 1/мин или мин−1, также часто используется английское обозначение rpm (revolutions per minute)) — единица частоты вращения, т. е. количества полных оборотов, совершённых вокруг фиксированной оси, по отношению к промежутку времени. Используется для выражения скорости вращения механических компонентов.

## Частота вращения
Частота вращения — физическая величина, равная числу полных оборотов за единицу времени. В Международной системе единиц (СИ) единица частоты вращения — секунда в минус первой степени (с−1, s−1), оборот в секунду (об/с, 1/с или с−1). Часто используются и такие единицы, как оборот в минуту, оборот в час и т. д.
Один оборот в секунду равен обороту в минуту, делённому на 60: 
1 об/мин = 1/мин = 1/(60 с) = 1/60 об/с ≈ 0,01667 об/с.
Обратно: один оборот в секунду равен 60 оборотам в минуту.
Физическая величина, связанная с частотой вращения, — это угловая скорость: в Международной системе единиц (СИ) она выражается в радианах в секунду (рад·с−1, или рад/с):
1 об/мин = 2π рад·мин−1 = 2π/60 рад·с−1 = 0,1047 рад·с−1 ≈ 1/10 рад·с−1.

## Примеры
- На граммофонных пластинках частота вращения указывается в оборотах в минуту (об/мин). По стандарту применяются 16+2⁄3, 33+1⁄3, 45 или 78 об/мин (5⁄18, 5⁄9, 3⁄4, или 1,3 об/с соответственно).
- Современные стоматологические бормашины имеют частоту вращения до 800 000 об/мин (13 300 об/с).
- Секундная стрелка часов вращается с частотой 1 об/мин.
- Проигрыватели компакт-дисков производят чтение со скоростью 150 кБ/с, и скорость вращения диска при считывании ближе к центру равна примерно 500 об/мин (8 об/с), а на внешней границе — 200 об/мин (3,5 об/с). Приводы компакт-дисков имеют частоту вращения, кратную этим числам, даже если используется переменная скорость чтения.
- DVD-проигрыватели обычно читают диски с постоянной линейной скоростью, а частота вращения при этом изменяется от 1530 об/мин (25,5 об/с), при чтении у внутреннего края до 630 об/мин (10,5 об/с) на внешней стороне диска.[2] Также DVD-приводы могут запускаться на скорости, кратной вышеназванным числам.
- Во время отжима частота вращения барабана стиральной машины может составлять от 500 до 2000 об/мин (8–33 об/с).
- Турбина генератора ТЭС вращается со скоростью 3000 об/мин (50 об/с) или 3600 об/мин (60 об/с), в зависимости от страны (см. стандарты частоты переменного тока). Вал генератора гидроэлектростанции может вращаться медленнее до, 2 об/с (при этом частота сети 50 Гц получается за счёт наличия большего количества полюсов катушек статора).
- Двигатель легкового автомобиля работает, как правило, на частоте вращения 2500 об/мин (41 об/с), на холостом ходу — около 1000 об/мин (16 об/с), а максимальные обороты — 6000—10 000 об/мин (100—166 об/с).
- Воздушный винт самолёта обычно вращается со скоростью между 2000 и 3000 об/мин (30—50 об/с).
- Компьютерный жёсткий диск с интерфейсами ATA или SATA вращается со скоростью 5400 или 7200 об/мин (90 или 120 об/с), а очень редко — 10 000 об/мин. Серверные жёсткие диски с интерфейсами SCSI и SAS используют скорость 10 000 или 15 000 об/мин (160 или 250 об/с).
- Двигатель болида «Формулы-1» может развить 18 000 об/мин (300 об/с) (по регламенту сезона 2009).
- Центрифуга по обогащению урана вращается со скоростью 90 000 об/мин (1500 об/с) или быстрее.[3].
- Газотурбинный двигатель вращается со скоростью в десятки тысяч оборотов в минуту. Турбины для моделей самолётов могут разгоняться до 100 000 об/мин (1700 об/с), а самые быстрые — и до 165 000 об/мин (2750 об/с)[4].
- Типичный 80-мм компьютерный вентилятор вращается со скоростью 800—3000 об/мин и питается от 12 В постоянного тока.
- Турбокомпрессор может достигнуть частоты вращения 290 000 об/мин (4800 об/с), а при спокойной езде используются 80 000—200 000 об/мин (1000—3000 об/с).
- Для имитации гравитации, комфортной для человека, которая была бы схожа с земным притяжением, скорость вращения космической станции (например, Стэнфордского тора) должна составлять 2 об/мин или менее, чтобы уменьшить эффект укачивания (это вызывается силой Кориолиса).